# Geografia dos Países Baixos
Os Países Baixos (Nederland em neerlandês) estão localizados no noroeste da Europa, entre as latitudes aproximadas de 51° e 53° N e longitudes 4° - 7° E e são limitados a norte e a oeste pelo Mar do Norte, a leste pela Alemanha e a sul pela Bélgica.
Um aspecto notável do país é o fato de ser extremamente plano. Cerca de metade do território fica a menos de 1 metro acima do nível do mar, e boa parte das terras está de fato abaixo do nível do mar - daí o nome "Países Baixos". O ponto mais alto, Vaalserberg, na fronteira sudeste, localiza-se a uma altitude de 321 m. Muitas áreas baixas estão protegidas por diques. Partes dos Países Baixos, inclusive quase toda a moderna província da Flevolândia, foram conquistadas ao mar. Essas áreas são conhecidas como pôlderes. Especialistas em geografia afirmam que os diques protegem os pôlderes da metade ocidental do país e impedem que as águas do Mar do Norte invadam o continente.

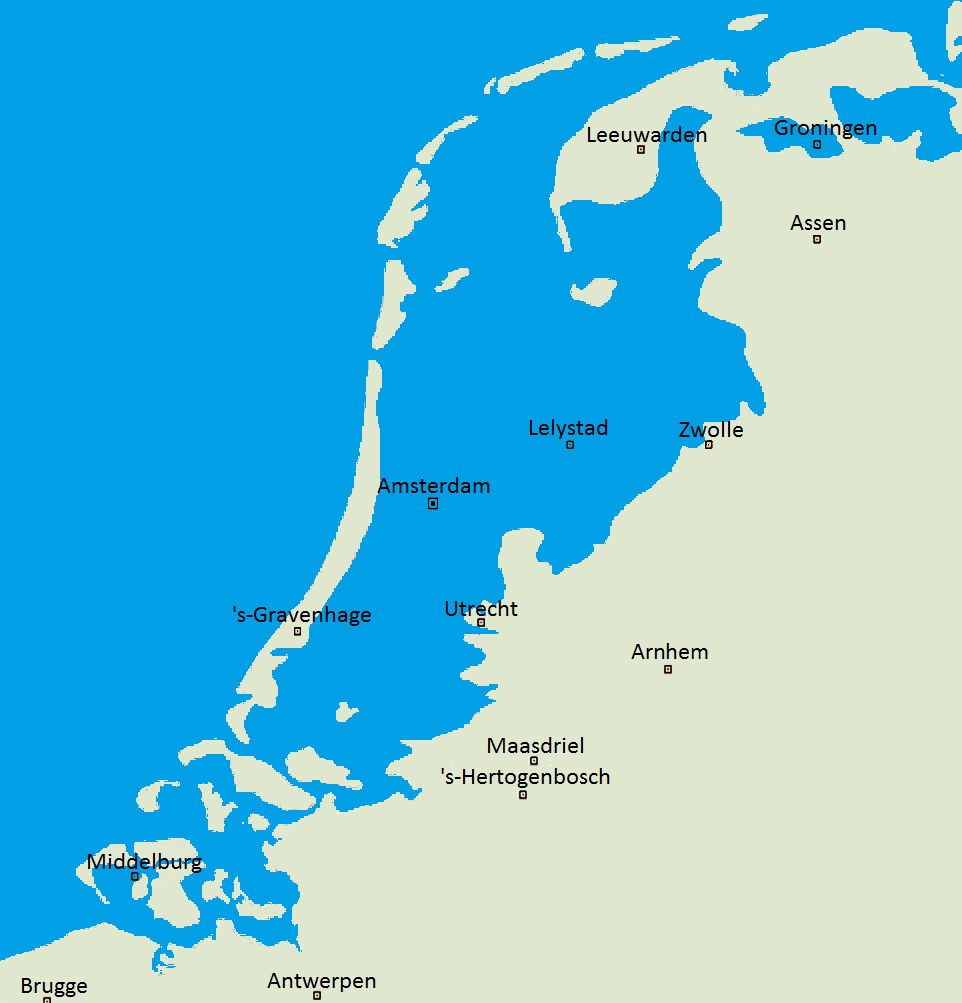
Como seriam os Países Baixos sem os diques (partes submersas).

O país é dividido em duas partes principais pelos rios Reno (Rijn), Waal e Mosa (Maas). Ao longo da costa, que se estende por cerca de 800 km, há várias ilhas. A mais importante cadeia insular encontra-se a Norte (ilhas Frísias). Historicamente, a paisagem tem mudado consideravelmente, tanto por acção do homem, como por desastres naturais. Em 1134 uma tempestade criou o arquipélago da Zeeland, no sudoeste. O Zuiderzee foi criado por uma tempestade em 1287, que matou pelo menos 50 000 pessoas; esta massa de água encontra-se actualmente fechada graças à construção de um enorme sistema de diques, que se destina a evitar catástrofes, bem como a ganhar espaço ao mar, criando o lago IJsselmeer e dando a Amsterdã acesso directo ao mar.
Os ventos predominantes no país são de sudoeste. Pela sua longa costa no Mar do Norte (451 km), o clima dos Países Baixos é tipicamente um clima atlântico,  temperado, úmido e ventoso, caracterizado por frequentes chuvas e alta variabilidade. Os verões são suaves, com temperaturas máximas em torno de 25°C. No inverno, a temperatura mínima fica em torno de 0°C,  gelando por vezes os rios; ocorrem geadas freqüentes e  névoa. A precipitação média varia entre 600 mm e 800 mm. Pode chover todo o ano.

## Geologia
Do ponto de vista  geológico, o território é de formação recente, tendo origem em aluviões, acumulados durante a Era Cenozóica, pelos rios da Europa centro-ocidental  (Reno, Mosa e Escalda), e pelo mar. A região oriental encontra-se coberta de materiais de aluvionais mais consistentes – seixos, cascalho e areias - , enquanto que a ocidental é constituída por materiais finos - areias e argilas, parcialmente cobertas de turfeiras.

## As províncias dos Países Baixos

As doze províncias dos Países Baixos.

Os Países Baixos são freqüentemente referidos como Holanda, embora isto seja tecnicamente incorreto. De fato, Holanda é o nome comum a duas das  principais províncias neerlandesas - Holanda do Norte e Holanda do Sul (ver Holanda (região)).
São doze as províncias que compõem os Países Baixos:
- Ao norte: Groninga; Frísia; Drente;
- Ao este: Overissel; Guéldria; Flevolândia;
- Ao oeste: Utreque; Holanda do Norte e Holanda do Sul; Zelândia;
- Ao sul: Brabante do Norte; Limburgo.